# Lagotis integra
Lagotis integra är en grobladsväxtart som beskrevs av William Wright Smith. Lagotis integra ingår i släktet Lagotis och familjen grobladsväxter. Inga underarter finns listade i Catalogue of Life.